# Corporación Deportiva Envigado Fútbol Club
Maillots
Actualités
La Corporación Deportiva Envigado Fútbol Club, ou plus simplement Envigado Fútbol Club, est un club de football colombien basé à Envigado, ville limitrophe (au sud) de Medellín, la capitale du département d'Antioquia.

## Histoire
Le club est créé le 14 octobre 1989. En 1991, il gagne le championnat de seconde division colombienne, la Primera B et reste en première division, la Primera A, jusqu'en 2006, année de la descente. 
En 2007, le club est de nouveau champion de Primera B et est à ce jour, toujours en Primera A, l'élite du football colombien.

## Palmarès
- Championnat de Colombie de deuxième division
  - Champion : 1991 et 2007
- Primera A des moins de 17 ans
  - Vice-champion : 2010

## Anciens joueurs
- Gabriel Gómez
- Fredy Guarín
- Mauricio Molina
- Oscar Restrepo
- James Rodríguez
- Juan Fernando Quintero

## Source
- Nicolas Cougot, « L'histoire d'un nom : Envigado FC », L'histoire d'un nom, sur lucarne-opposee.fr, Lucarne Opposée, 14 octobre 2024 (consulté le 15 octobre 2024).